# Sorbus hohenesteri
Sorbus hohenesteri är en rosväxtart som beskrevs av N.Mey.. Sorbus hohenesteri ingår i släktet oxlar, och familjen rosväxter. Inga underarter finns listade i Catalogue of Life.